# П'єтро Коппо
П'єтро Коппо (італ. Pietro Coppo; 1470, Венеція — 1555, Істрія) — італійський географ і картограф. Відомий як автор De toto orbe (1520) — досить точного для того часу опису світу, ілюстрованого географічними картами. Крім того, відомий як автор випущеної в 1528 році лоції Portolano і першого точного опису півострова Істрія — Del Sito de l'Istria.